# Alchemilla alata
Alchemilla alata é uma espécie de rosácea do gênero Alchemilla, pertencente à família Rosaceae.